# Route nationale 734
Pour les articles homonymes, voir Route 734.
La route nationale 734 ou RN 734 était une route nationale française reliant le Château-d'Oléron au phare de Chassiron. À la suite de la réforme de 1972, elle a été déclassée en RD 734.

## Ancien tracé du Château-d'Oléron au phare de Chassiron (D 734)
- Le Château-d'Oléron
- Dolus-d'Oléron
- Saint-Pierre-d'Oléron
- Saint-Georges-d'Oléron
- Saint-Denis-d'Oléron
- Phare de Chassiron